# Perdix hodgsoniae
Perdix hodgsoniae là một loài chim trong họ Phasianidae.
Chúng được tìm thấy rộng rãi trên khắp cao nguyên Tây Tạng và có một số sự thay đổi trong màu sắc bộ lông ở quần thể. Chúng tìm kiếm thức ăn trên mặt đất tại các khu vực có độ cao thảm thực vật thưa thớt, di chuyển theo cặp trong mùa hè.
Loài chim này tạo thành đàn từ 10 - 15 con chim ngoài mùa sinh sản, chúng có xu hướng chạy hơn là bay. Khi bị quấy rầy đủ, giống như hầu hết các loài chim săn giải trí, chúng bay một quãng ngắn trên đôi cánh tròn, đàn chim phân tán ồn ào theo mọi hướng trước khi lướt xuống dốc để tập hợp lại.
Vào mùa hè bắt đầu vào khoảng giữa tháng ba, những con chim kết đôi với nhau để tạo thành mối liên kết một vợ một chồng với cặp này ở gần nhau. Vị trí tổ thay đổi từ cao nguyên đá trơ trụi với một vài bụi cây thấp và búi cỏ thô cho đến bụi cây nhỏ gai hoặc thậm chí là cây trồng đứng. Tổ có xu hướng gần với đường đi. Tổ là một lỗ cạn có lót cỏ, đôi khi không có lớp lót nào. Tổ điển hình là 8-10 trứng màu nâu và đẻ trong khoảng thời gian từ tháng 5 đến tháng 6. Chim bố giúp việc chăm sóc chim non.